# BEST FLOWER 〜Trash Years〜
『BEST FLOWER 〜Trash Years〜』（ベスト・フラワー 〜トラッシュ・イヤーズ〜）は、フラワーカンパニーズのベスト・アルバム。

## 概要
- トラッシュレコーズ移籍後の楽曲から選曲したベスト・アルバム。
- ライブ＋レアトラック集「LIVE TRASH, RARE TRASH」と同時発売。

## 収録曲
1. 春の手前 (3:52)
7thアルバム「吐きたくなるほど愛されたい」収録曲。
2. 馬鹿の最高 (3:37)
8thアルバム「発熱の男」収録曲。
3. 深夜高速 (4:13)
16thシングル。
4. 東京タワー (5:16)
9thアルバム「東京タワー」収録曲。
5. 真冬の盆踊り (4:16)
15thシングル。
6. YES, FUTURE (2:07)
7thアルバム「吐きたくなるほど愛されたい」収録曲。
7. 雨 (2:47)
7thアルバム「吐きたくなるほど愛されたい」収録曲。
8. 永遠の田舎者 (4:08)
10thアルバム「世田谷夜明け前」収録曲。
9. 脳内百景 (3:51)
11thアルバム「脳内百景」収録曲。
10. 真赤な太陽 (4:08)
13thシングル。
11. アイム・オールライト (3:45)
10thアルバム「世田谷夜明け前」収録曲。
12. はぐれ者讃歌 (4:06)
11thアルバム「脳内百景」収録曲。
13. 初恋 (3:56)
10thアルバム「世田谷夜明け前」収録曲。
14. はじまりのシーン (6:26)
17thシングル。
15. 発熱の男 (4:50)
8thアルバム「発熱の男」収録曲。